# Байни (Архангельська область)
Байни (рос. Байны) — присілок в Красноборському районі Архангельської області Російської Федерації.
Населення становить 3 особи. Входить до складу муніципального утворення Черевковське сільське поселення.

## Історія
Від 2004 року входить до складу муніципального утворення Черевковське сільське поселення.

## Населення
| 2002 | 2010 |
| ---- | ---- |
| 12   | ↘3   |